# Taylorcraft Auster
Il Taylorcraft Auster era un aereo da osservazione e da collegamento prodotto dall'azienda britannica Taylorcraft Aeroplanes (England) Limited, succursale europea della Taylorcraft Aviation Corporation fondata nel 1936 negli Stati Uniti per la produzione di aerei civili. Da qui vennero prodotte le versioni militari dell'Auster assegnate alle forze aeree alleate, principalmente la Royal Air Force, durante la seconda guerra mondiale.

## Storia del progetto
L'Auster deriva dallo sviluppo di un progetto civile dell'azienda statunitense Taylorcraft, il Model B. Il Model B destinato all'esportazione in Gran Bretagna dovette essere ridisegnato per soddisfare le più rigorose normative riguardanti l'aviazione civile britannica ed è stato ridenominato Taylorcraft Plus C. Con l'inizio della seconda guerra mondiale, l'azienda modificò ulteriormente il progetto iniziale per trasformarlo in un aereo da osservazione, in terminologia militare Air Observation Post (AOP), per essere utilizzato dalle unità di artiglieria, le Royal Artillery, della British Army.
La versione Plus C venne rimotorizzata con il 4 cilindri in linea Blackburn Cirrus Minor I a cui venne assegnata la nuova denominazione Taylorcraft Plus D.
La maggior parte dei modelli civili Plus C e D sono stati destinati al servizio nella Royal Air Force, i Plus C rimotorizzati con il Cirrus Minor I e ridesignati Plus C2.
Il primo Auster I fu l'undicesimo esemplare del Taylorcraft Plus C che venne consegnato all'Air Ministry per le valutazioni nel 1939. Le prove effettuate sul modello furono ritenute idonee per l'utilizzo proposto che determinò, nel 1941, dell'emissione di un ordine di fornitura di 100 esemplari.
L'Auster II fu una versione rimotorizzata con lo statunitense Lycoming O-290 da 130 hp (97 kW). A causa della carenza di disponibilità dei propulsori statunitensi la versione venne costruita in soli due esemplari e non avviata alla produzione in serie ma determinò la creazione di una nuova versione, l'Auster III, la quale differiva dall'Auster I solo per la motorizzazione adottata, il britannico de Havilland Gipsy Major da 130 hp (97 kW). Il successivo sviluppo portò all'Auster IV caratterizzato da una cabina di pilotaggio dalle dimensioni leggermente superiori che consentiva l'adozione di un terzo posto a sedere e che adottava la motorizione Lycoming 0-290. La versione di maggiore produzione fu l'ultima, l'Auster V, che differiva dal precedente Auster IV per l'adozione di apparecchiature per il volo strumentale, modifiche ai flap e blindatura removibile, fissa solo per il posto di pilotaggio.
Nel periodo postbellico l'Auster Mark V venne utilizzato come base per lo sviluppo del nuovo Auster J1 Autocrat progettato per il mercato civile. L'azienda britannica modificò il proprio nome in Auster Aircraft Limited e cominciò a realizzare velivoli di propria progettazione rescindendo il contratto di produzione su licenza con la Taylorcraft.
Alcuni modelli ad uso militare forniti nel periodo postbellico furono gli Auster AOP6, l'addestratore Auster T7, e l'Auster AOP9.

## Impiego operativo
Gli Auster Mark IV e V vennero consegnati ai reparti Royal Air Force (RAF) Air Observation Post (AOP) Squadrons. Quattro di questi (No. 651, 654, 655 e No. 657) operarono dal 1943 in Nordafrica ed Italia, per essere aggregati dal 1944 al No.663 Polish squadron. Altri sette Squadroni (No. 652, 653, 658, 659, 660, 661 e No. 662) li utilizzarono dal D-Day in Francia e successivamente nei Paesi Bassi. I No. 664 Squadron RCAF, No. 665 Squadron RCAF, e No. 666 Squadron RCAF furono equipaggiati con gli Auster Mk. IV e V, istruiti in Inghilterra presso la base RAF Andover tra la fine del 1944 e l'inizio del 1945. 

Diversi AOP squadrons vennero rifondati all'interno della Royal Auxiliary Air Force nel 1949 e ed alcuni di questi operarono come reparti AOP.V almeno fino al 1950.
I compiti di osservazione aerea, anti insurrezione ed evacuazione in caso di calamità svolti dagli Auster e da simili velivoli leggeri sono stati generalmente presi in carico da elicotteri leggeri dalla metà degli anni sessanta.

## Versioni

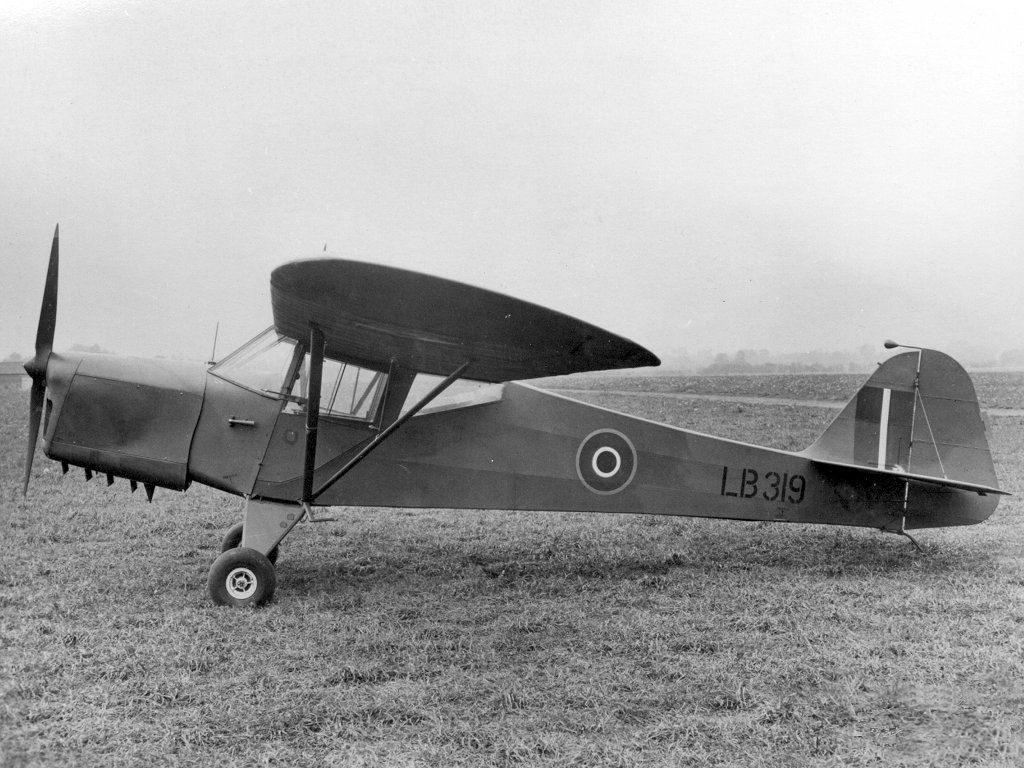
Un Auster III

Taylorcraft Plus C
versione originale civile motorizzata con un motore boxer a 4 cilindri Lycoming 0-145-A2, prodotto in 23 esemplari.
Taylorcraft Plus C2
Plus C rimotorizzato con un Cirrus Minor I da 90 hp destinata alla Royal Air Force, 20 conversioni.
Taylorcraft Plus D
versione di nuova costruzione del Plus C dotata del Cirrus Minor I, prodotta in 9 esemplari.
Taylorcraft Auster I
versione militare del Plus C, 1 conversione e 100 esemplari di nuova produzione.
Taylorcraft Auster II
Auster I dotato di motorizzazione Lycoming 0-290, prodotto in 2 esemplari.
Taylorcraft Auster III
Auster I motorizzato con un de Havilland Gipsy Major, prodotto in 470 esemplari.
Taylorcraft Auster IV
versione triposto dotata di motorizzazione Lycoming 0-290-3/1 H.O., prodotta in 225 esemplari.
Taylorcraft Auster V
versione Auster IV dotata di apparecchiatura per il volo strumentale (pompa a vuoto), modifiche ai flap e blindatura removibile, fissa solo per il posto di pilotaggio, prodotta in 790 esemplari.

## Utilizzatori

### Militari
Australia
- Royal Australian Air Force

 Birmania
- Burma Air Force

 Canada
- Royal Canadian Air Force
- Royal Canadian Army

 Cecoslovacchia
- Československé Vojenské Letectvo

 Giordania (Transgiordania)
- Al-Jaysh al-ʿArabī (Legione araba)

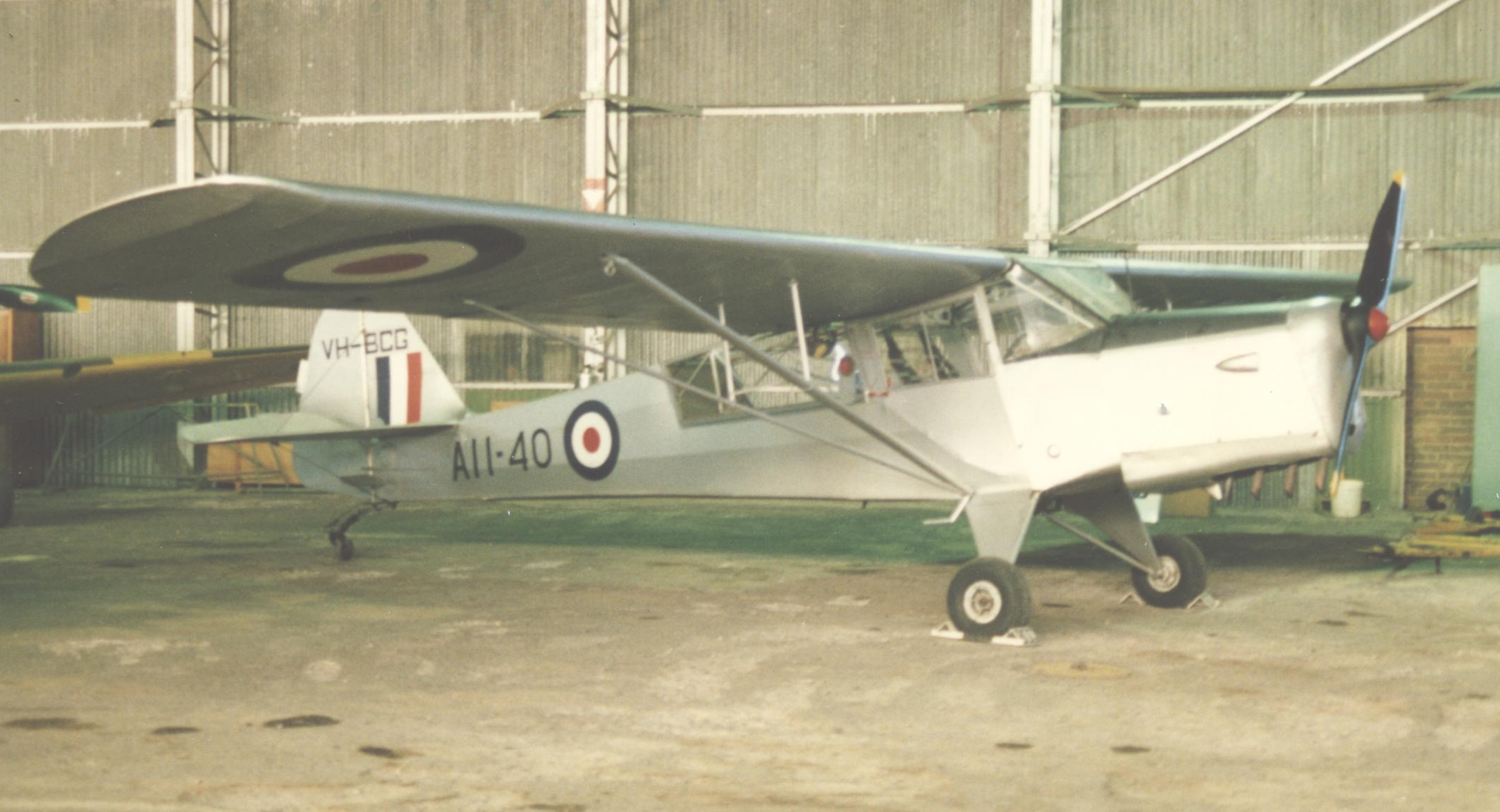
L'Auster III della Royal Australian Air Force esposto al RAAF Museum, Point Cook, Victoria, fotografato nel marzo 1988.

- Al-Quwwat al-Jawwiyya al-malikiyya al-Urdunniyya

 Grecia
- Polemikí Aeroporía

 Hong Kong
- Royal Hong Kong Auxiliary Air Force

 Indie orientali olandesi
- Militaire Luchtvaart van het Koninklijk Nederlandsch-Indisch Leger

 Indonesia
- Tentara Nasional Indonesia Angkatan Udara

 Israele
- Heyl Ha'Avir

 Norvegia
- Kongelige Norske Luftforsvaret (in esilio nel Regno Unito)

 Paesi Bassi
- Koninklijke Luchtmacht
- Koninklijke Marine
  - Marine Luchtvaartdienst

 Pakistan
- Pakistani Fida'iyye
- Pak Fouj
  - Aviazione dell'esercito

 Polonia
- Polskie Siły Powietrzne (in esilio nel Regno Unito)
  - No. 663 (AOP) Squadron RAF

 Regno Unito
- British Army
  - Army Air Corps
- Royal Air Force ((AOP) Squadron RAF)

 Sudafrica
- South African Air Force

### Governativi
Paesi Bassi
- Korps landelijke politiediensten